# Дельта¹ Хамелеона
Дельта1 Хамелеона (лат. δ1 Chamaeleontis) — тесная двойная звезда в южном созвездии Хамелеона. Совместное значение видимой звёздной величины составляет 5,47, вследствие чего звезда слабо видна даже на тёмном небе вдали от городской засветки. Годичный параллакс, равный 9,36 мсд, соответствует расстоянию около 350 световых лет от Солнца. Эта двойная представляет одну из двух систем, называемых Дельта Хамелеона, другая является немного более яркой звездой Дельта2 Хамелеона, расположенной на расстоянии 6 угловых минут от Дельты1 Хамелеона. Дельта Хамелеона образует южный компонент в астеризме созвездия. Вместе с Гаммой Хамелеона звёзды указывают на точку в пределах 2° от южного полюса мира.
Две компоненты Дельты1 Хамелеона обладают видимыми звёздными величинами 6,3 и 6,5. По состоянию на 2000 год звёзды в паре находились на угловом расстоянии 0,783 угловой секунды при позиционном угле 83,8°. Компоненты можно различить при наблюдении в телескоп с объективом диаметром 20 см. Двойная звезда является источником рентгеновского излучения с потоком 27,4⋅10−17 Вт/м2. Спектральный класс звезды K0 III, то есть она является звездой-гигантом спектрального класса K.